# Pineda de Gigüela
Pineda de Gigüela ist ein Ort und eine zentralspanische Gemeinde (municipio) mit nur noch 55 Einwohnern (Stand: 2024) im Norden der Provinz Cuenca in der Autonomen Region Kastilien-La Mancha. Pineda de Gigüela gehört zur Kulturlandschaft der Alcarria und der von einem anhaltenden Bevölkerungsschwund betroffenen Serranía Celtibérica.

## Lage und Klima
Der Ort Pineda de Gigüela liegt auf der Westseite des Iberischen Gebirges in einer Höhe von ca. 975 m. Die Provinzhauptstadt Cuenca befindet sich knapp 36 km (Fahrtstrecke) ostsüdöstlich. Das Klima im Winter ist gemäßigt, im Sommer dagegen warm bis heiß; die eher geringen Niederschlagsmengen (ca. 580 mm/Jahr) fallen – mit Ausnahme der nahezu regenlosen Sommermonate – verteilt übers ganze Jahr.

## Bevölkerungsentwicklung
| Jahr      | 1970 | 1981 | 1991 | 2001 | 2011 | 2021 |
| Einwohner | 439  | 255  | 207  | 129  | 75   | 61   |

Aufgrund der Mechanisierung der Landwirtschaft, der Aufgabe bäuerlicher Kleinbetriebe und des daraus resultierenden Verlusts von Arbeitsplätzen auf dem Lande ist die Einwohnerzahl der Gemeinde seit der Mitte des 20. Jahrhunderts stark rückläufig (Landflucht).

## Sehenswürdigkeiten

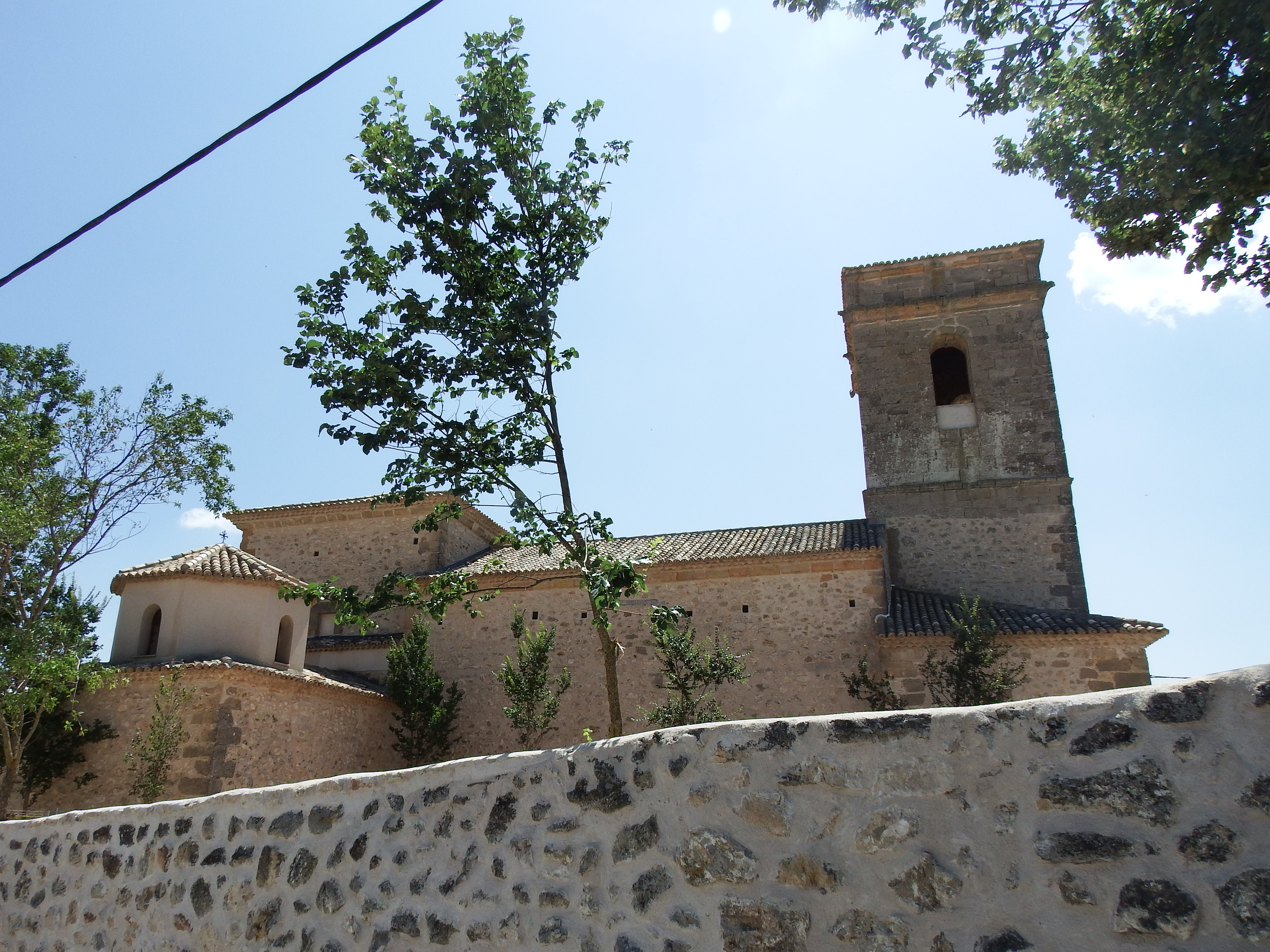
Kirche Mariä Geburt
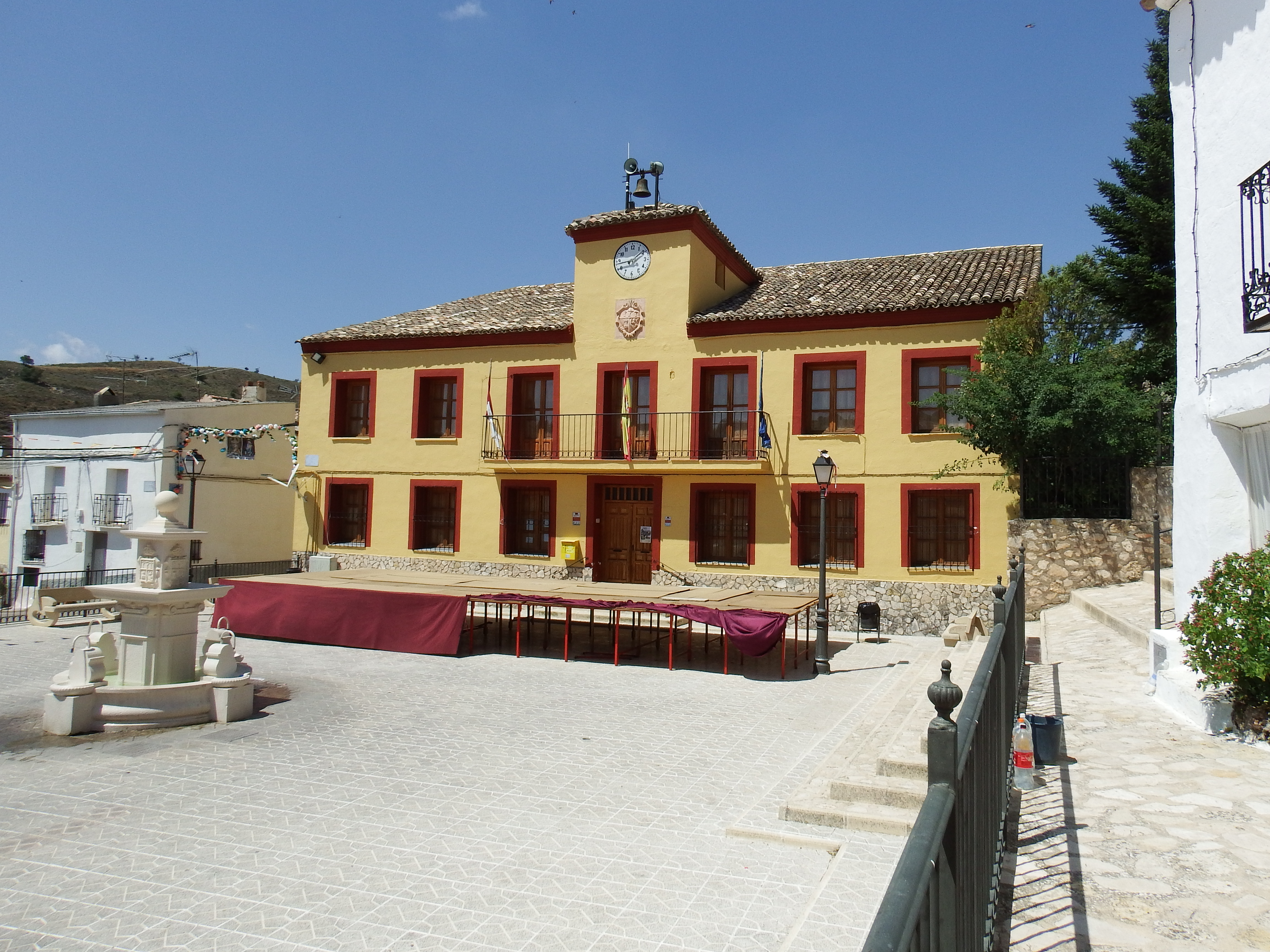
Annenkapelle

- Kirche Mariä Geburt
- Rathaus